# Lieurey
Lieurey ist eine französische Gemeinde mit 1.471 Einwohnern (Stand 1. Januar 2022) im Département Eure in der Region Normandie. Sie gehört zum Kanton Beuzeville. Die römisch-katholische Gemeinschaft Communauté de Lieurey ist Teil der Pfarrei Montgeoly des Bistums Évreux.

## Geografie
Lieurey liegt im Lieuvin auf einer mittleren Höhe von 161 Metern über dem Meeresspiegel, 20 Kilometer nordöstlich von Lisieux und 80 Kilometer südwestlich von Rouen. Das Gemeindegebiet hat eine Fläche von 18,21 Quadratkilometern. Lieurey ist umgeben von den Nachbargemeinden Morainville-Jouveaux, Saint-Sylvestre-de-Cormeilles, La Noë-Poulain und Noards. Zu Lieurey gehören zahlreiche Weiler und Gehöfte, zum Beispiel La Mare Dabot, La Cauvinière, Le Bus, L’Angorie, Le Hameau-des-Champs und Le Hameau Picot. Die Quelle des Bachs La Croix Blanche (‚das weiße Kreuz‘) liegt am östlichen Rand des Gemeindegebiets am Fuß des Berges Mont Rôti.
Lieurey ist einer Klimazone des Typs Cfb (nach Köppen und Geiger) zugeordnet: Warmgemäßigtes Regenklima (C), vollfeucht (f), wärmster Monat unter 22 °C, mindestens vier Monate über 10 °C (b). Es herrscht Seeklima mit gemäßigtem Sommer.

## Geschichte
Lieurey wurde von den Kelten gegründet und in gallo-römischer Zeit (-52 bis 486) kreuzten sich dort mehrere Römerstraßen. Laut Ernest Nègre ist die Bedeutung des Ortsnamens unbekannt, er vermutet, dass er auf das lateinische Wort Ligurius, „transparenter Edelstein“, zurückgeht. Allgemein nimmt man an, dass der Ortsname lieu du roi bedeutet, „Ort des Königs“, es ist aber nicht bekannt, welcher König damit gemeint sein soll. Der Name wurde 1076 in einem Briefwechsel zwischen Hugues, III. Vicomte de Meulan und dem Bischof von Avranches erstmals urkundlich erwähnt. Jedenfalls gibt es mehrere lateinische Formen des Ortsnamens, Lieurayum, Liarreyum und Liereyum.
1190 schenkte Laurent de Mortagne 40 acre d’arpent Land in Lieurey der Abtei Le Bec.

### Neuzeit
Ab 1484 erlaubte die Abtei Le Bec dem damaligen Seigneur von Lieurey einen wöchentlichen Markt am Samstag und einen jährlichen Markt am Martinstag durchzuführen.
Während der Reformation nahmen die Seigneurs des Hameau-des-Champs die protestantische Religion an. Auf einem Nachbargrundstück des Schlosses gab es einen kleinen protestantischen Friedhof. Nachdem in Rouen 1557 und in Évreux 1559 eine offizielle reformierte Kirche eingerichtet worden war, folgte Lieurey diesem Beispiel. Die protestantische Kirche in Lieurey bestand nicht bis ins 17. Jahrhundert.
Im Ancien Régime gab es in Lieurey einen seigneurialen Gerichtshof (haute justice), der der Bailliage Orbec unterstellt war.
1793 erhielt Lieurey im Zuge der Französischen Revolution (1789–1799) den Status einer Gemeinde und 1801 das Recht auf kommunale Selbstverwaltung. Von 1793 bis 1801 war es außerdem Kantonshauptort.
| Jahr | Einwohner |
| ---- | --------- |
| 1896 | 1420      |
| 1931 | 1043      |
| 1962 | 1128      |
| 1975 | 1051      |
| 1999 | 1186      |
| 2008 | 1374      |
| 2017 | 1451      |

Im Zweiten Weltkrieg (1939–1945) wurde Lieurey im Sommer 1944 während der Operation Overlord durch die Alliierte Luftwaffe bombardiert. Dabei wurde die Kirche schwer beschädigt.

## Wappen
Die Blasonierung des Gemeindewappens ist: „D’azur à la croix cousue de gueules cantonnée de quatre molettes d’or.“ Bei der Erstellung des Gemeindewappens wurden zwei seigneuriale Wappen verwendet, das der Familie Mortagne und das der Familie du Fay (17. Jahrhundert). Aus deren Wappen wurden die Farben rot und blau und das Kreuz übernommen. Eines der Wappen zeigte die vier Sporenrädlein. Die goldene Farbe der Sporenrädlein stammt aus den Wappen der Familien Pommereuil und Lieurey (12. bis 14. Jahrhundert). Das Gemeindewappen ist am Mittelrisalit der Mairie dargestellt.

## Kultur und Sehenswürdigkeiten

### Bauwerke
Das Lehen Coudray wurde 1320 zum ersten Mal erwähnt. Das Schloss Coudray wurde im 16. Jahrhundert erbaut und im 18. und 19. Jahrhundert umgebaut. Es befindet sich im Privatbesitz.
Das Château des Champs wurde in der ersten Hälfte des 17. Jahrhunderts auf den Fundamenten eines älteren Gebäudes erbaut. Ein Gewölbesaal des älteren Gebäudes ist erhalten geblieben. Es befindet sich ebenfalls im Privatbesitz.

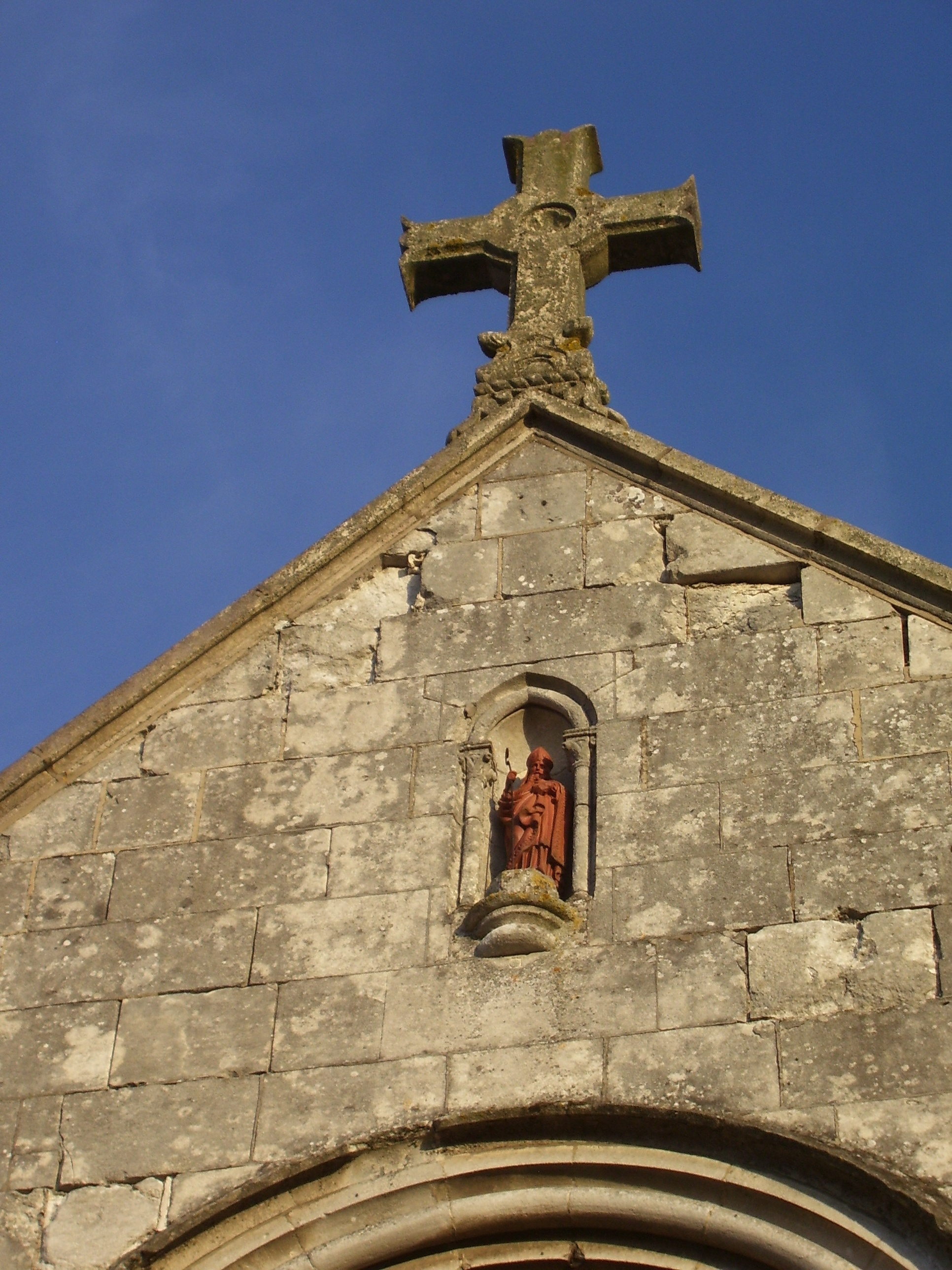
Statue in der Westfassade der Kirche Saint-Martin

Die Manufaktur Louis Aubert steht im Weiler Le Hameau Picot. Sie wurde 1827 gegründet und diente der Herstellung von Textilien. Die dort hergestellten Stoffe wurden Aubertines genannt. Die Manufaktur beherbergte 120 Jacquardwebstühle und beschäftigte in ihrer Blütezeit 200 Arbeiter. Sie wurde 1845 geschlossen.
Die Kapelle Sainte-Madeleine wurde im 18. Jahrhundert gebaut und im 19. Jahrhundert restauriert, wobei die Westfassade erneuert wurde. Sie steht auf den Fundamenten des alten Leprosoriums, das im 18. Jahrhundert aufgelöst worden war. Die Kapelle befindet sich heute im Privatbesitz.

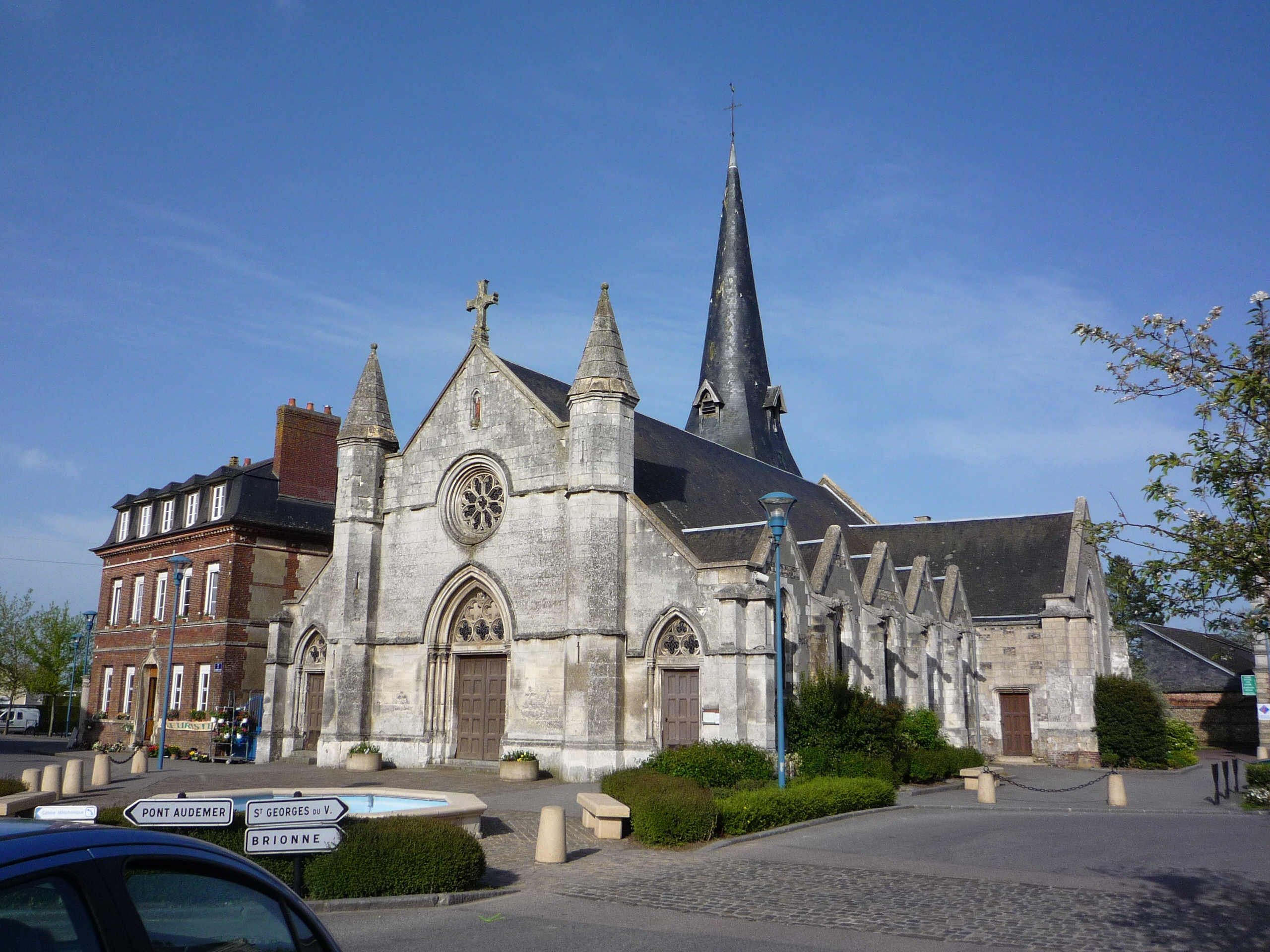
Die Kirche Saint-Martin

Die Pfarrkirche Saint-Martin wurde im 12. Jahrhundert erbaut. Aus dieser Zeit sind jedoch nur der Chor und der Glockenturm erhalten. Der südliche Teil des Querschiffs stammt aus dem 16. Jahrhundert. Im 19. Jahrhundert wurden Teile des Kirchenschiffs und des Chors restauriert, die Westfassade und der nördliche Teil des Querschiffs wurden 1875 erneuert. Nach dem Zweiten Weltkrieg wurde die Kirche erneut restauriert, wobei versucht wurde, den Stil des 16. Jahrhunderts nachzuahmen.
In der Kirche gibt es mehrere Objekte, die als Monument historique („historisches Denkmal“) klassifiziert sind. Eine denkmalgeschützte Statue der „Jungfrau mit dem Kinde“ aus dem 15. Jahrhundert wurde 1968 gestohlen. Das Tabernakel stammt aus der ersten Hälfte des 18. Jahrhunderts. Es ist mit einem Relief geschmückt und teilweise vergoldet. Eine Kasel aus dem 18. Jahrhundert ist reich bestickt und trägt eine Borte aus Goldfäden. Eine weitere Kasel ist nicht mit Gold, sondern mit Perlen bestickt.

### Regelmäßige Veranstaltungen
Eine besondere Touristische Attraktion ist die fête du hareng („Heringsfest“) am 11. November, dem Martinstag. Das Fest wird seit dem Hundertjährigen Krieg (1337–1453) jährlich zelebriert. Während der Belagerung von Orléans soll damals ein Transport von Heringen aufgrund eines Schneesturms in Lieurey steckengeblieben sein. Damit die Heringe nicht verderben, wurden sie unter lautem Geschrei zu Schleuderpreisen verkauft. Das heutige Fest umfasst einen großen Heringsmarkt sowie einen Wettbewerb im Heringsessen, dessen Gewinner sein Körpergewicht in Heringen als Preis erhält.

### Sport
Das Pferderennen Prix de Lieurey wurde nach der Gemeinde benannt. Es handelt sich dabei um ein 1972 gegründetes Listenrennen für dreijährige Stutenfohlen, das allerdings im etwa 35 Kilometer entfernten Deauville stattfindet.

## Wirtschaft und Infrastruktur
Auf dem Gemeindegebiet gelten kontrollierte Herkunftsbezeichnungen (AOC) für Pont-l’Évêque-Käse, Camembert (Camembert de normandie), Calvados und Pommeau (Pommeau de Normandie) sowie geschützte geographische Angaben (IGP) für Schweinefleisch (Porc de Normandie), Geflügel (Volailles de Normandie) und Cidre (Cidre de Normandie und Cidre normand).
Es gibt einen Kindergarten und eine Grundschule in Lieurey. Weiterführende Schulen befinden sich in Cormeilles (Collège) und Pont-Audemer (Gymnasium).
Der Tourismus ist ein wichtiger Erwerbszweig in Lieurey. Es gibt ein Restaurant, mehrere Ferienhäuser und Fremdenzimmer die an die Initiative Gîtes de France angeschlossen sind. Die Gîtes werden einer Klassifikation unterzogen, wobei 1 bis 5 Ähren als Gütezeichen vergeben werden.